# قانون الذئاب
قانون الذئاب (باللغة التركية: Kurt Kanunu) للكاتب كمال طاهر، هو سلسلة التاريخ والمغامرة الذي تلعبه أوميت أكار، علي باسار، بيلين عقيل، بهار كريم، إيلكر كزماز وأحمد سومرز في الأدوار القيادية التي نشرت على مؤسسة الإذاعة والتلفزيون التركية. إنتاج 7 فبراير 2012 . انتهى في نفس العام.

## الممثلون
- أوميت أكار - كارا كمال
- علي باشار - عبد الكريم
- بيلين عقيل - عسل ناجي
- بهار كريم أوغلو - بيريهان
- أحمد سومرز - أمين بك
- فردا إيسيل - قربت هلا
- يوكسل بيكر - حسيب آغا
- نجاتي شاشماز - أنور باشا - (ضيف الشرف)
- علي سورمالي - درويش كايا
- إبراهيم جوندوجان - محرم
- اردوغان ايدمير - سكرو
- فوندا إلهان - الكسندرا
- جوكر إرسيفري - مراد
- بولنت دوزغونوغلو - بيتار راسم
- كمال طوبال - باربا
- سيدا يلدز - المدعي العام أورهان
- اوجور أرسلانوغلو
- خليل إبراهيم كالايشيوغلو
- جيم أوكان - المفوض ناميك
- كان تركميز - نوري
- مراد اكداج - رامز
- إتير إيسن - مدام لاريسا
- يورداير طوسون - عابدين بك
- فاتح دوجان - علي فؤاد سيبيسوي
- كايا إرداش - كاروغلان
- يجيت تونكاي - فكري كاظم باشا
- بولنت أرجون - الجلاد كاراوجلان
- كوركماز بولات - سينوبل
- ايس ابانا - سمرا
- بيلما فيبن - نيجار
- إركان ديميريل - دكتور إحسان

## وصلات خارجية
- http://www.hurriyet.com.tr/magazin/televizyon/19759490.asp
- http://beyazgazete.com/video/dizi/trt-1-66/kurt-kanunu-dizisi-trt-1-249415/
- https://m.imdb.com/title/tt8450302/